# 皮卡韋鎮區 (伊利諾伊州謝爾比縣)
皮卡韋鎮區（英語：Pickaway Township）是位於美國伊利諾伊州謝爾比縣的一個行政鎮區。

## 地方資料
根據2010年美國人口普查的數據，皮卡韋鎮區的面積為77.00平方千米，當中陸地面積為77.00平方千米，而水域面積為0.00平方千米。當地共有人口172人，而人口密度為每平方千米2.23人。